# Dawn of Possession
Dawn of Possession è l'album d'esordio del gruppo musicale statunitense Immolation, pubblicato nel 1991 dalla Roadrunner Records.

## Tracce
1. Into Everlasting Fire – 5:10
2. Despondent Souls – 4:13
3. Dawn of Possession – 3:04
4. Those Left Behind – 5:13
5. Internal Decadence – 2:59
6. No Forgiveness (Without Bloodshed) – 4:11
7. Burial Ground – 3:36
8. After My Prayers – 5:51
9. Fall in Disease – 3:47
10. Immolation – 4:05

Durata totale: 42:09

## Formazione
- Ross Dolan – voce e basso
- Robert Vigna – chitarra
- Tom Wilkinson – chitarra
- Craig Smilowski – batteria